# Conall Corc
Corc mac Luigthig, conosciuto anche come Conall Corc e come Corc of Cashel e come Corc mac Láire (340), è l'eroe di racconti irlandesi che fanno parte della leggenda originaria degli Eóganachta, un gruppo che si faceva discendere da lui e che prendeva il nome dal proprio antenato Éogan Mór.
I primi antenati a cui appartenevano sono conosciuti come Deirgtine. Era forse nipote di Ailill Flann Bec e forse cugino di Dáire Cerbba e di Crimthann mac Fidaig. Quest'ultimo è il suo avversario in un celebre ciclo di storie.
Il nome e l'identità del vero padre di Corc restano un mistero. Sebbene appartenesse senza dubbio ai proto-Eóganachta, viene menzionato in modo incoerente nelle genealogie e nei racconti come Lugaid o Láre. Un'ulteriore confusione è causata dal fatto che un certo Láre Fidach è definito come padre di Crimthann in una fonte (Laud 610), sebbene non necessariamente la più antica, perché questo sarebbe piuttosto plausibile per lui e per i fratelli di Corc. Nei racconti Crimthann è suo zio o cugino. David Sproule sostiene che il padre di Corc dovrebbe essere Lugaid Láre e che il pedigree della Laud è stato frainteso o è stato sbagliato.
Una delle due mogli di Conall Corc era Aimend, figlia di  Óengus Bolg, re di Corcu Loígde. L'altra, figlia del re dei Pitti, è stata chiamata Mongfind nelle genealogie, anche se probabilmente è stata confusa con una regina irlandese che aveva lo stesso nome, che potrebbe essere o non essere stata la sorella di Crimthann mac Fidaig.
Questi racconti includono:
- Senchas Fagbála Caisil (La storia del ritrovamento di Cashel)
- Conall Corc 7 Ríge Caisil (Conall Corc e la regalità di Cashel)
- Comthoth Lóegairi co cretim 7 aided (La conversione di Lóegaire alla fede e alla sua morte violenta)
- Conall Corc 7 Corco Loígde (Conall Corc e il Corco Loígde)